# کوکسان (اکلاهما)
کوکسان (به انگلیسی: Cookson) یک منطقهٔ مسکونی در ایالات متحده آمریکا است که در شهرستان چروکی، اکلاهما واقع شده‌است.